# Leucosolenida
Leucosolenida là một bộ của bọt biển trong lớp Calcarea.